# Александрия Букефала

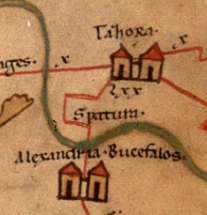
Александрия Букефала на карте «Пейтингерова скрижаль» IV века

Александрия Букефала (также известная как Александрия Букефалос, Букефала и Букефалия) — античный город, основанный Александром Македонским в память о его любимом коне Буцефале. Основанный в мае 326 года до н. э. город располагался на Гидаспе (река Джелам), к востоку от реки Инд. Буцефал умер после битвы при Гидаспе в том же году. Новый город был заселён греческими и персидскими ветеранами, а также местными Пауравами. В нём были возведены большие верфи, так как задумывалось, что он станет центром торговли.
Александрия Букефала оставалась значимым центром в течение некоторого времени, так как она упоминается в «Мецской эпитоме» и показана на позднеримской карте («Пейтингерова скрижаль»).
«Перипл Эритрейского моря», географическое сочинение I века, гласит:
Страна, лежащая в глубине Баригазы, населена многочисленными племенами, такими как араттии, арахосии, гандараи и народ поклаис, в которой находится Букефал Александрийский.
Перипл Эритрейского моря, 47
В эпоху Александра Македонского около 17 городов были названы «Александриями». На другом берегу реки от Александрии Букефалы в то же время был основан город Александрия Никея. Александр основал около 20 городов, но также переименовал и другие. В общей сложности около 70 городов (по сообщениям Плиния Старшего) носили его имя.
Упоминание об Александрии Букефале может содержаться в «Муласарвастиваде Винае», буддийском тексте первых веков нашей эры. В этом тексте говорится о двух городах, называемых Адираджья («место первого царствования») и Бхадрашва («место доброго коня»), расположенных на реке Витаста (то есть Гидасп) вдоль дороги из Гандхары в Матхуру. Буддисты приписывали основание этих двух городов мифическому царю Махасаммате, но некоторые современные ученые предлагают отождествлять их с двумя городами, основанными Александром Македонским: Никеей и Букефалой.